# Cleptometopus sumatranus
Cleptometopus sumatranus är en skalbaggsart som beskrevs av Stefan von Breuning 1942. Cleptometopus sumatranus ingår i släktet Cleptometopus och familjen långhorningar. Inga underarter finns listade i Catalogue of Life.